# Mircea V Ciobanul
Mircea V Ciobanul (le Pâtre), est prince de Valachie de 1545 à 1552, de 1553 à 1554 et de 1557 à 1559.

## Biographie
Fils de Radu IV cel Mare et de Catalina, il obtient le trône des Turcs en janvier 1545 avant la destitution de son frère Radu VII Paisie contre le paiement d'un bakchich d'un million d'aspres. C'est le premier exemple d'acquisition directe de la principauté de Valachie. Son surnom est lié à un impôt nouveau dit « Oaca sacâ »  ( Brebis sèche) de 20 % qu'il doit instaurer sur les brebis pour recouvrer son investissement financier !
Il est renversé par Radu VIII Ilias Haidăul le 16 novembre 1552, puis rétabli avant le 11 mai 1553 et de nouveau renversé par Pătrașcu cel Bun le 28 février 1554. Il retrouve le trône en janvier 1558 après la mort de ce dernier, jusqu'à sa propre mort le 21 septembre 1559.
C'est sous son règne qu'a été construite l'église de l'ancienne cour princière, à Bucarest, la plus ancienne de la ville.

## Postérité
En juin 1546, il épouse en secondes noces l'énergique Chiajna (Anca), fille du prince de Moldavie Pierre IV Rareș qui aura une forte influence sur lui et sur leurs sept enfants :
- Petru Ier cel Tânăr, prince de Valachie ;
- Radu de Valachie, prince titulaire de Valachie de mars à avril 1591 ;
- Stana, mariée à Ivan Norocea din Razvad mare Vornic ;
- Anca, mariée au neveu du patriarche Joasaph II de Constantinople ;
- Marina, née vers 1549, fiancée à Jean Cantacuzino, elle épouse Stamati Palaiologos ;
- Dobra, mariée à Barbu de Pietrocani ;
- Ne, donnée par sa mère au harem du sultan Murad III, morte le 16 janvier 1595.

## Iconographie
Mircea Ciobanul est représenté deux fois sur les murs de l'église du monastère de Snagov, qui a été peint durant le règne de son fils Petru Ier cel Tânăr.